# Plano (lenguaje audiovisual)
En el lenguaje audiovisual, el plano es la perspectiva física visual de los personajes, objetos y elementos de la imagen tal como los capta el observador desde un lugar determinado, abarcando el cuadro total (de encuadre), o cada corte a lo largo de la profundidad implícita en la imagen. Mientras el punto de vista se mantenga fijo en un lugar y no varíe la distancia desde la que se contemplan los objetos en el cuadro, ni cambien estos, se habla del mismo plano.
Nos hallamos ante una terminología con origen en la pintura con ampliación posterior en la cinematografía, y en menor medida en otras artes (fotografía, historieta e ilustración,...).
Su uso es común en las distintas artes visuales, pero muchas veces con distintos enfoques.

## Tipología
En términos generales se reconocen los siguientes tipos de plano (todas las indicaciones son aproximadas y flexibles):

### Valores en el plano
- Plano panorámico, general extremo o gran plano general: muestra un gran escenario. El o los personajes no aparecen o quedan diluidos en el entorno. Tiene un valor descriptivo y puede adquirir un valor dramático cuando se pretende destacar la soledad o la pequeñez del hombre en comparación con el entorno.
- Plano bajo: muestra un escenario amplio en el cual se incorpora la persona, y ocupa entre una 1/3 y una 1/4 de la cámara. Tiene un valor descriptivo de personas o un ambiente determinado de valor descriptivo, narrativo o dramático.
- Plano entero: cuando los límites superior e inferior del cuadro casi coinciden con la cabeza y los pies.
- Plano americano: El Plano americano, o también denominado 3/4, o plano medio largo, recorta la figura por la rodilla aproximadamente. Es óptimo en el caso de encuadrar a dos o tres personas que están interactuando. Recibe el nombre de "americano" debido a que este plano apareció ante la necesidad de mostrar a los personajes junto con sus revólveres en los westerns americanos.
- Plano medio: Presenta la figura humana cortada por la cintura. Tiene un valor expresivo y dramático, pero también narrativo.
- Plano medio corto: muestra la figura humana (busto) desde el pecho hasta la cabeza.
- Primer plano (big close up): va desde las clavículas hacia arriba.
- Primerísimo plano (close up): muestra desde la barbilla hasta la frente, es un primer plano muy cerrado.
- Plano detalle: se centra en un objeto (un bolígrafo, un despertador, etc.)
- Plano de situación: puede ser de lugar o temporal y se utiliza para localizar la acción tanto temporal como espacialmente.

### Ángulo visual

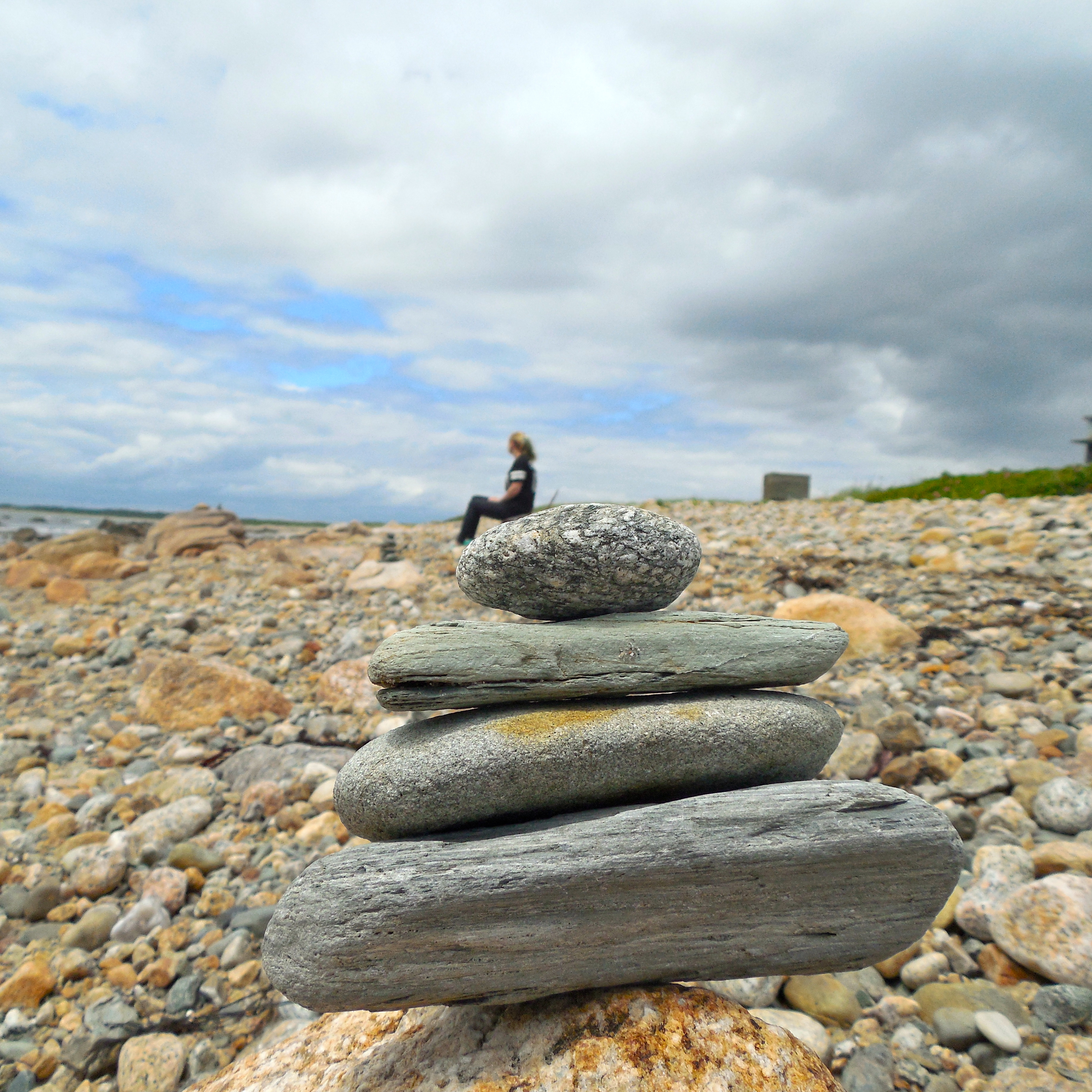
Foto tomada desde un ángulo bajo

El ángulo de cámara es la posición y angulación de la misma cámara fotográfica o de cine. Una escena puede ser filmada desde varios ángulos de cámara al mismo tiempo. Esto dará una experiencia diferente y, a veces emoción. Los ángulos de cámara diferentes tendrán diferentes efectos en el espectador y la forma en que percibe la escena que se está grabando. Hay varias formas diferentes que el operador de cámara puede tomar para lograr este efecto.
El ángulo que la cámara o pintor tenga con respecto al tema u objeto(s) de interés, alterará tanto el carácter como los planos de cada toma. Cuando la cámara se coloca en relación con el sujeto puede afectar a la forma en que el espectador percibe el sujeto. Un punto de vista es la distancia y el ángulo aparentes desde el que la cámara ve y graba el sujeto.
- Normal o neutro: el ángulo de la cámara es paralelo al suelo y se encuentra a la altura de los ojos o, en caso de ser un objeto, a su altura media.
- Picado: es una angulación oblicua superior, es decir, por encima de la altura de los ojos o la altura media del objeto y está orientada ligeramente hacia el suelo. Normalmente, el picado representa un personaje psíquicamente débil, dominado o inferior.
- Contrapicado: opuesto al picado. Suele representar un personaje psíquicamente fuerte, dominante o superior.
- Nadir: la cámara se sitúa completamente por debajo del personaje, en un ángulo perpendicular al suelo.
- Cenital: la cámara se sitúa completamente por encima del personaje, en un ángulo también perpendicular de 90 grados.
- Plano holandés o aberrante : Cuando la cámara está ligeramente inclinada, por lo regular a un ángulo de 45 grados. Esto demuestra inestabilidad.
- Plano subjetivo. La cámara nos muestra lo que el personaje está viendo, es decir, toma por un momento la visión en primera persona del personaje.
- Semisubjetiva. La cámara nos muestra parte del personaje (Generalmente desde detrás de este) además de lo que está viendo.
- Lateral. La cámara se encuentra a 90° grados mostrando una vista "de lado", muchas veces utilizado como plano subjetivo.

Durante la producción y postproducción, es necesario dar una identidad alfanumérica única para cada ángulo de la cámara, etiquetadas como"escenas". Por ejemplo: "Escena 24C." Algunas letras se evitan porque se ven como números (por ejemplo, una "S" puede parecer un "5").

### Altura
- Normal: La cámara se sitúa a una distancia del suelo equivalente a la de la vista. Entre 1,50 y 1,80 metros.
- Alta: se sitúa a una distancia mayor a 1,80 metros, si la distancia del suelo es muy alta, se habla de una cámara aérea.

- Baja: se sitúa a una distancia menor a 1,00 metro.

## Los planos en las distintas artes

### El plano cinematográfico
El plano cinematográfico es la unidad narrativa más pequeña pero significativa del hecho audiovisual. Es la parte de una película rodada en una única toma.
Es una vista desde la cámara de cine.

### El plano historietístico
Los cambios de plano, ángulo y encuadre son muy importantes para dotar de mayor interés a la narración. Como indica José María Parramón Vilasaló:

"Cuando nos acercamos a un sujeto ilustramos algo que dicho sujeto es o está haciendo. Cuando nos alejamos de él, ilustramos lo que es y lo que está haciendo en términos más generales, relacionándolo con la escena y el argumento de la historieta".

Argumentan que el plano general solo ubica al personaje en el medio, pero los grandes narradores saben aprovechar el espacio en el que se mueven los personajes. El escenario hay que respetarlo como se respeta a los personajes, puede que incluso más, ya que es el que interactúa con todos ellos. Un escenario aterrador, influirá en los personajes de manera clara y actuarán de manera muy diferente en uno tranquilo.

### El plano en la pintura
En la pintura principalmente, pero también en el resto de las artes visuales (no se considera por ejemplo la escultura como arte visual), se le llama plano a cada corte a lo largo de la profundidad simulada o inferida en el cuadro. Entonces se tiene un primer plano, para las cosas que se encuentran plasmadas más cerca del pintor o autor. El plano medio, con los objetos a media distancia. Y el plano de fondo u objetos que se encuentran detrás del objeto de interés.
Generalmente el plano más importante es el plano medio, donde se colocan los objetos de interés más o menos centrados, y el resto de los objetos alrededor en primer plano o en el fondo enmarcando o dirigiendo la atención del espectador al tema de la pintura y/u objeto(s) principal(es).